# Иоанну, Томас
Томас Иоанну (греч. Θωμάς Ιωάννου; 19 июля 1995, Пафос, Кипр) — кипрский футболист, защитник клуба «АЕК Ларнака» и сборной Кипра.

## Биография

### Клубная карьера
На профессиональном уровне начинал играть в составе клуба второго дивизиона Кипра АЕП. После реорганизации клуба в 2014 году продолжил выступать за «Пафос», с которым в сезоне 2014/15 добился выхода в высший дивизион. В следующем сезоне отыграл в высшей лиге 33 матча, но по итогам сезона «Пафос» вновь вылетел во второй дивизион, а сам игрок перешёл в «АЕК Ларнака». Сезон 2017/18 провёл на правах аренды в клубе «Докса» (Катокопиас).

### Карьера в сборной
Был членом юношеских сборных Кипра до 17 и до 19 лет.
За основную сборную Кипра дебютировал 7 октября в товарищеской встрече со сборной Чехии, в которой провёл на поле все 90 минут. 10 октября также сыграл в матче Лиги наций УЕФА со сборной Люксембурга.